# ニトロソスピラ属
ニトロソスピラ属はグラム陰性非芽胞形成好気性らせん菌で極鞭毛を1から6本持ち運動する種がある。細胞膜は欠いている。ニトロソモナス科に属し、基準種はニトロソモナス・ブリエンシス。かつて設けられていたニトロソビブリオ属は本属に統合された。名前は亜硝酸のらせんを意味する。GC含量は52.2から56.3。
土壌に生息する亜硝酸菌の一属で、アンモニアを酸化して亜硝酸を生成する混合栄養生物。かつては他の亜硝酸菌とともにニトロバクター科に分類されていたが遺伝子系統分析の結果現在の位置に再分類された。